# Oxford Dictionary of Byzantium
L'Oxford Dictionary of Byzantium ('Diccionari Oxford de Bizanci') és un diccionari històric de tres volums en anglès publicat per l'editorial britànica Oxford University Press. Conté més de 5.000 entrades amb informació exhaustiva sobre l'Imperi Romà d'Orient, dit igualment Imperi Bizantí. Fou editat per Aleksandr Kajdan i publicat per primera vegada el 1991. Kajdan era un catedràtic de la Universitat de Princeton que es convertí en investigador associat principal a Dumbarton Oaks (Washington DC) abans de morir. Contribuí a moltes entrades del diccionari i sempre signava amb les seves inicials al final de les seves contribucions.
Està disponible en versió impresa i es pot consultar en línia a Oxford Reference Online. Cobreix els principals fets històrics de l'Imperi Romà d'Orient, així com els esdeveniments socials i religiosos importants. Inclou biografies de personatges polítics i literaris eminents i descriu temes religiosos, socials, culturals, legals i polítics detalladament. Entre els temes culturals hi ha la música, la teologia i les arts. A més a més, s'hi tracten les guerres, la demografia, l'educació, l'agricultura, el comerç, la ciència, la filosofia i la medicina, de manera que l'obra ofereix un panorama complet de les estructures polítiques i socials tan complexes i avançades de la societat romana d'Orient.